# Pego
Pego (en castillan et en valencien) est une commune d'Espagne de la province d'Alicante dans la Communauté valencienne. Elle est située dans la comarque de la Marina Alta et dans la zone à prédominance linguistique valencienne.

## Géographie

Localisation de Pego
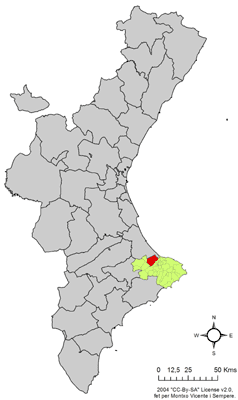
dans la Communauté valencienne.
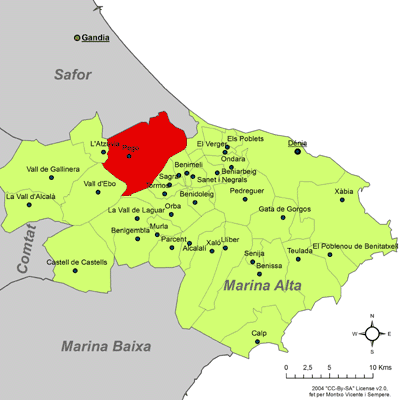
dans la comarque de la Marina Alta.

## Histoire
Pego est le lieu initial retenu pour l'implantation d'Eurodisney avant que Paris ait été choisi comme emplacement final.[réf. nécessaire]

## Culture et patrimoine

### Personnalités liées
- María Cambrils (1878-1939), écrivaine et féministe espagnole.